# Bengalia chiangmaiensis
Bengalia chiangmaiensis este o specie de muște din genul Bengalia, familia Calliphoridae, descrisă de Hiromu Kurahashi și Tumrasvin în anul 1979.
Este endemică în Thailand. Conform Catalogue of Life specia Bengalia chiangmaiensis nu are subspecii cunoscute.